# Cerrito (Kolumbia)
Cerrito – miasto w Kolumbii, w departamencie Santander.